# Serie C2 2005/2006
Soutěžní ročník Serie C2 2005/06 byl 28. ročník čtvrté nejvyšší italské fotbalové ligy. Soutěž začala 28. srpna 2005 a skončila 11. června 2006. Účastnilo se jí celkem 54 týmů rozdělené do tří skupin po 18 klubech. Z každé skupiny postoupil vítěz přímo do třetí ligy, druhý postupující se probojoval přes play off.
Klub který měl sestoupit (Calcio Portogruaro-Summaga) nakonec zůstal v soutěži i v příští sezoně.